# Campeonato Sudamericano de Voleibol Femenino Sub-18 de 2002
El XIII Campeonato Sudamericano de Voleibol Femenino Sub-18 se celebró del 8 al 12 de mayo de 2002 en la ciudad de Barquisimeto, Venezuela. Los equipos nacionales compitieron por dos cupos para el Campeonato Mundial de Voleibol Femenino Sub-18 de 2003 realizado en Polonia.

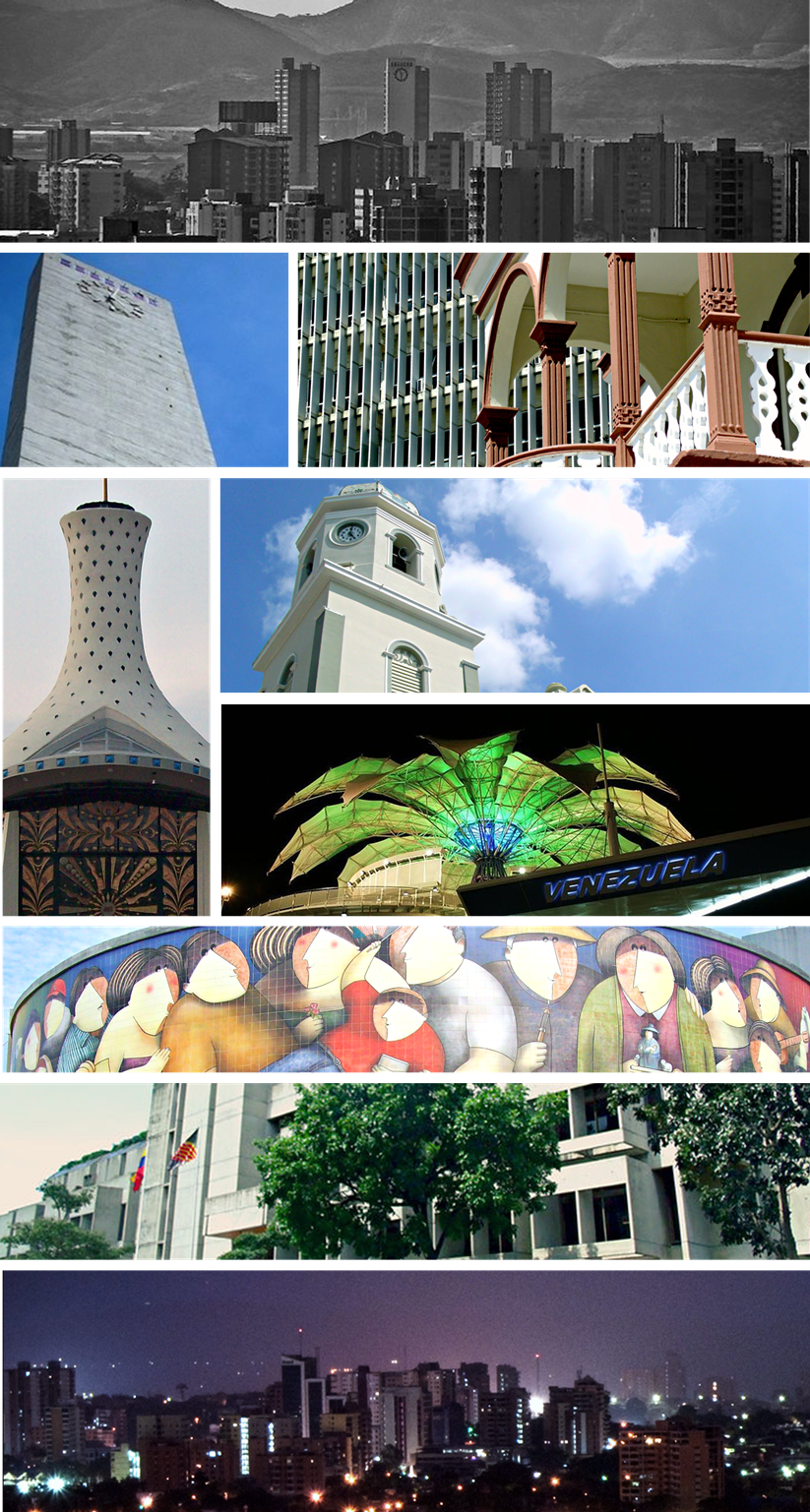
Barquisimeto, sede del XIII Campeonato Sudamericano de Voleibol Femenino Sub-18.

## Equipos participantes
- Argentina
- Brasil
- Chile
- Perú
- Uruguay
- Venezuela

## Primera fase
| Pos | Equipo    | PJ | PG | PP | SF | SC | PTS |
| --- | --------- | -- | -- | -- | -- | -- | --- |
| 1   | Brasil    | 5  | 5  | 0  | 15 | 2  | 5   |
| 2   | Venezuela | 5  | 4  | 1  | 13 | 6  | 4   |
| 3   | Argentina | 5  | 3  | 2  | 10 | 7  | 3   |
| 4   | Perú      | 5  | 2  | 3  | 8  | 9  | 2   |
| 5   | Uruguay   | 5  | 1  | 4  | 3  | 13 | 1   |
| 6   | Chile     | 5  | 0  | 5  | 1  | 15 | 0   |

| – | Clasificado al Campeonato Mundial de Voleibol Femenino Sub-18 de 2003. |

### Resultados
| Fecha    | Encuentro             | Resultado |
| -------- | --------------------- | --------- |
| 08-05-02 | Brasil - Perú         | 3-0       |
| 08-05-02 | Venezuela - Chile     | 3-0       |
| 08-05-02 | Argentina - Uruguay   | 3-0       |
| 09-05-02 | Argentina - Chile     | 3-0       |
| 09-05-02 | Perú - Venezuela      | 2-3       |
| 09-05-02 | Brasil - Uruguay      | 3-0       |
| 10-05-02 | Brasil - Chile        | 3-0       |
| 10-05-02 | Argentina - Venezuela | 1-3       |
| 10-05-02 | Perú - Uruguay        | 3-0       |
| 11-05-02 | Perú - Chile          | 3-0       |
| 11-05-02 | Argentina - Brasil    | 0-3       |
| 11-05-02 | Venezuela - Uruguay   | 3-0       |
| 12-05-02 | Argentina - Perú      | 3-0       |
| 12-05-02 | Venezuela - Brasil    | 2-3       |
| 12-05-02 | Uruguay - Chile       | 3-1       |

## Posiciones Finales
| \| Pos \| Equipo \| \| --- \| --------- \| \| \| Brasil \| \| \| Venezuela \| \| \| Argentina \| \| 4 \| Perú \| \| 5 \| Uruguay \| \| 6 \| Chile \| | Campeón Brasil 10º Título |
| Pos | Equipo                    |
| | Brasil                    |
| | Venezuela                 |
| | Argentina                 |
| 4 | Perú                      |
| 5 | Uruguay                   |
| 6 | Chile                     |

## Distinciones individuales
- Most Valuable Player
  -  Adenizia Silva (BRA)

| Predecesor: Venezuela 2000 | Campeonato Sudamericano de Voleibol Femenino Sub-18 Venezuela 2002 | Sucesor: Ecuador 2004 |

- Datos: Q2948965